# Historis odius
Historis odius (Fabricius, 1775); originalmente e cientificamente denominada Papilio odius na obra Systema Entomologiae: Sistens Insectorum Classes, Ordines, Genera, Species, Adiectis Synonymis, Locis, Descriptionibus, Observationibus; é uma borboleta neotropical da família Nymphalidae que se distribui do México ao norte da Argentina, habitando também as ilhas de Guadalupe, Martinica e Grandes Antilhas, com rara ocorrência no sul da Flórida. Sua envergadura pode chegar a onze centímetros e sua coloração é caracterizada por apresentar asas escurecidas, com duas manchas características de coloração alaranjada, quando vista por cima, e padronagem de folha seca em vista inferior, contendo uma pequena mancha branca na parte superior de cada asa anterior em ambos os lados (por cima e por baixo).
Segundo informação de estudo sobre parasitismo em Historis odius, esta é a única borboleta residente na ilha do Coco (Costa Rica).

## Hábitos
Historis odius é uma espécie bem distribuída, podendo existir em floresta primária e secundária entre altitudes de zero a 1100 metros. É boa indicadora de ambientes perturbados (em degradação), se alimentando próximo a locais habitados. Adultos geralmente são achados isolados, possuindo voo rápido e poderoso e descendo rapidamente das copas para se alimentar de frutos fermentados, como manga e banana, que encontram em clareiras, pomares e habitats de floresta; podem ser encontradas, também, retirando umidade de rochas ou da margem dos rios.
De acordo com Adrian Hoskins, o nome vernáculo em inglês (stinky leafwing) e o descritor específico, odius, são provavelmente uma referência aos frutos em apodrecimento que as atraem, tornando-as fedorentas; porém, Jorge Kesselring afirma que este nome, odius, pode ser uma referência ao fato de que a borboleta é muito arisca à caça e também porque não deixa as outras borboletas se aproximarem para se alimentar, expulsando-as com um rápido bater de asas. Eurico Santos cita que espécies deste gênero são denominadas, no Brasil, de canoa-amarela e Haroldo Palo Jr. cita particularmente esta espécie com tal nomenclatura vernácula. Outro nome vernáculo, em inglês, é orion cecropian.

## Ciclo de vida
As lagartas de H. odius se alimentam de folhas de Cecropia, árvore de comportamento pioneiro; mas também já foram encontradas em Celtis, Inga, Tabebuia, Trema e Urtica. O ovo é marrom pálido, com 23 estrias verticais, colocado isoladamente sobre a nervura central da folha. Ao surgir e se alimentar, a larva constrói uma cadeia de fezes ao longo desta nervura, repousando em seu final. Estas lagartas são avermelhadas, com faixas brancas ou de um amarelo pálido em torno dos segmentos, que são adornados com espinhos. A cabeça é caracterizada por marcas arredondadas em laranja, sob os chifres negros em seu ápice, com outras duas marcas em laranja em torno dos ocelos, formando um característico + quando vista de frente. A crisálida é rosada, adornada com espinhos nos segmentos abdominais e com um par de chifres na parte da cabeça. Muyshondt Jr. e Muyshondt constataram, em estudo, que as lagartas desta espécie são fortemente predadas por parasitas, especialmente de Diptera e Hymenoptera.

## Subespécies
Historis odius possui três subespécies:
- Historis odius odius - Nativa da região das Grandes Antilhas, descrita por Fabricius em 1775.
- Historis odius dious - Nativa da região do México à Argentina (ocasionalmente adentrando os EUA), descrita por Lamas em 1995.
- Historis odius caloucaera - Nativa da região das Antilhas Neerlandesas, descrita por Brévignon em 2003.